# Rapala alcetina
Rapala alcetina är en fjärilsart som beskrevs av Semper 1890. Rapala alcetina ingår i släktet Rapala och familjen juvelvingar. Inga underarter finns listade.